# HD 3167
HD 3167 — звезда, которая находится в созвездии Рыбы на расстоянии около 149 световых лет от нас. Вокруг звезды обращаются, как минимум, две планеты.

## Характеристики
HD 3167 представляет собой оранжевый карлик 8,94 видимой звёздной величины, и не видна невооружённым глазом; впервые в астрономической литературе упоминается в каталоге Генри Дрейпера, изданном в начале XX века. Её масса и радиус составляют 88% и 83% солнечных соответственно. Температура поверхности звезды равна около 5367 кельвинам.

## Планетная система
В 2016 году в ходе расширенной миссии K2 телескопа Кеплер астрономами были открыты две планеты в системе. Обе они относятся к классу горячих суперземель, т.е. немного превосходят по размерам нашу планету и обращаются очень близко к родительской звезде. В 2017 году была открыта третья планета, HD 3167 d, которая по своим параметрам похожа на обе открытые ранее планеты. Ниже представлена сводная таблица их характеристик.
Что необычно, так это наклоны двух внешних планет, HD 3167 c и d. В то время как в Солнечной системе все планеты вращаются в одной плоскости вокруг Солнца, эти две планеты находились на полярных орбитах. То есть они движутся выше и ниже полюсов своей звезды, а не вокруг экватора, как Земля и другие планеты. В ноябре 2021 ученые обнаружили, что система еще более странная. Исследователи впервые измерили орбиту самой необычной планеты, HD 3167 b, и она не совпадает с двумя другими. Вместо этого она вращается в плоской плоскости звезды, как планеты в Солнечной системе, и перпендикулярно HD 3167 c и d. Это первая звездная система, которая действует подобным образом. Статья была опубликована в журнале Astronomy & Astrophysics.